# Lekkoatletyka na Igrzyskach Panamerykańskich 2003 – bieg na 100 m mężczyzn
Bieg na 100 metrów mężczyzn na Igrzyskach Panmerykańskich 2003 w Santo Domingo rozegrano w dniach 5-6 sierpnia. Wzięło w nim udział 29 sportowców z 19 krajów. Złoty medal zdobył Jamajczyk Michael Frater z wynikiem 10,21 sek. Jedną setną sekundy za nim uplasował się Amerykanin Mardy Scales.

## Rekordy
|                                 | Zawodnik         | Narodowość        | Wynik (s) | Miejsce          | Data    |
| ------------------------------- | ---------------- | ----------------- | --------- | ---------------- | ------- |
| Rekord Świata                   | Tim Montgomery   | Stany Zjednoczone | 9.78      | 14 sierpnia 2002 | Paryż   |
| Rekord Igrzysk Panamerykańskich | Leandro Peñalver | Kuba              | 10.06     | 24 sierpnia 1983 | Caracas |

## Wyniki
| Pozycja | Zawodnik             | Narodowość                | Eliminacje | Eliminacje | Półfinały | Półfinały | Finał     |
| Pozycja | Zawodnik             | Narodowość                | Pozycja    | Wynik (s)  | Pozycja   | Wynik (s) | Wynik (s) |
| ------- | -------------------- | ------------------------- | ---------- | ---------- | --------- | --------- | --------- |
| 1       | Michael Frater       | Jamajka                   | 3          | 10.34      | 3         | 10.39     | 10.21     |
| 2       | Mardy Scales         | Stany Zjednoczone         | 4          | 10.35      | 2         | 10.33     | 10.22     |
| 3       | Anson Henry          | Kanada                    | 6          | 10.45      | 7         | 10.60     | 10.30     |
| 4       | Édson Ribeiro        | Brazylia                  | 5          | 10.37      | 3         | 10.39     | 10.31     |
| 5       | Jarbas Mascarenhas   | Brazylia                  | 8          | 10.52      | 6         | 10.57     | 10.34     |
| 6       | Sheldon Morant       | Jamajka                   | 2          | 10.30      | 8         | 10.61     | 10.36     |
| 7       | Niccondor Alexander  | Trynidad i Tobago         | 7          | 10.45      | 5         | 10.42     | 10.42     |
| 8       | Mickey Grimes        | Stany Zjednoczone         | 1          | 10.08      | 1         | 10.20     | DSQ       |
| 9       | Juan Pita            | Kuba                      | 19         | 10.65      | 9         | 10.56     |           |
| 10      | Luis Alexander Reyes | Kuba                      | 14         | 10.55      | 10        | 10.61     |           |
| 11      | Churandy Martina     | Antyle Holenderskie       | 9          | 10.42      | 11        | 10.62     |           |
| 12      | Jaycey Harper        | Trynidad i Tobago         | 15         | 10.57      | 12        | 10.63     |           |
| 13      | Mario Blanco         | Gwatemala                 | 12         | 10.53      | 13        | 10.64     |           |
| 14=     | Delwayne Delaney     | Saint Kitts i Nevis       | 11         | 10.51      | 14        | 10.74     |           |
| 14=     | Daniel Bailey        | Antigua i Barbuda         | 12         | 10.53      | 14        | 10.74     |           |
| 16      | Bruce Swan           | Grenada                   | 10         | 10.45      | 16        | 10.79     |           |
| 17      | Danny Garcia         | Dominikana                | 17         | 10.58      |           |           |           |
| 18      | Derrick Atkins       | Bahamy                    | 18         | 10.59      |           |           |           |
| 19      | Diego Ferreira       | Paragwaj                  | 19         | 10.64      |           |           |           |
| 20      | John Smith           | Dominikana                | 20         | 10.69      |           |           |           |
| 21      | Jayson Jones         | Belize                    | 21         | 10.82      |           |           |           |
| 22      | Wladimir Afriani     | Haiti                     | 22         | 10.83      |           |           |           |
| 23      | Xavier James         | Bermudy                   | 23         | 10.83      |           |           |           |
| 24      | Jamial Rolle         | Bahamy                    | 24         | 10.84      |           |           |           |
| 25      | Donnelle Esdaille    | Saint Kitts i Nevis       | 25         | 10.90      |           |           |           |
| 26      | Luis Morán           | Ekwador                   | 26         | 10.96      |           |           |           |
| 27      | Azik Graham          | Saint Vincent i Grenadyny | 27         | 11.05      |           |           |           |
| 28      | Stephane Rabel       | Haiti                     | 28         | 11.18      |           |           |           |
| 29      | Andrés Gallegos      | Ekwador                   | 29         | 11.22      |           |           |           |